# Huancui
Huancui är ett stadsdistrikt och säte för stadsfullmäktige i Weihai i Shandong-provinsen i norra Kina.